# Horizon: An American Saga – Chapter 1
Horizon: An American Saga – Chapter 1 is een Amerikaanse epische westernfilm uit 2024, geregisseerd en geproduceerd door Kevin Costner die ook de hoofdrol speelt. De film heeft een uitgebreide cast, bestaande uit onder anderen Sienna Miller, Sam Worthington, Giovanni Ribisi, Jena Malone, Abbey Lee, Michael Rooker, Danny Huston, Luke Wilson, Isabelle Fuhrman, Jeff Fahey, Will Patton, Ella Hunt en Jamie Campbell Bower. De film is het eerste deel van een geplande vierdelige reeks Horizon: An American Saga-films.

## Verhaal
De film speelt zich af tijdens de Amerikaanse Burgeroorlog, van 1861 tot 1865, en toont de uitbreiding van het Amerikaanse Westen.

## Rolverdeling
| Acteur               | Personage                |
| -------------------- | ------------------------ |
| Kevin Costner        | Hayes Ellison            |
| Sienna Miller        | Frances Kittredge        |
| Sam Worthington      | First Lt. Trent Gephardt |
| Jena Malone          | Ellen/Lucy               |
| Tatanka Means        | Taklishim                |
| Ella Hunt            | Juliette Chesney         |
| Tim Guinee           | James Kittredge          |
| Danny Huston         | Kolonel Houghton         |
| Colin Cunningham     | Chisholm                 |
| Scott Haze           | Elias Janney             |
| Tom Payne            | Hugh Proctor             |
| Abbey Lee            | Marigold                 |
| Michael Rooker       | Sgt. Major Riordan       |
| Will Patton          | Owen Kittredge           |
| Georgia MacPhail     | Elizabeth Kittredge      |
| Douglas Smith        | Sig                      |
| Luke Wilson          | Matthew Van Weyden       |
| Isabelle Fuhrman     | Diamond Kittredge        |
| Jamie Campbell Bower | Caleb Sykes              |
| Alejandro Edda       | Neron Chavez             |
| Michael Anganaro     | Walter Childs            |
| Angus Macfadyen      | Desmarais                |
| Jon Beavers          | Junior Sykes             |
| Kathleen Quinlan     | Annie Pine               |
| Etienne Kellici      | Russell                  |
| Gregory Cruz         | Tuayeseh                 |
| James Russo          | Abel Naughton            |
| Jeff Fahey           | Tracker                  |
| Giovanni Ribisi      | H. Silas Pickering       |

## Release en ontvangst
In een interview in mei 2023 sprak Costner de hoop uit dat de eerste film in de herfst van 2023 zou verschijnen. In oktober 2023 werd aangekondigd dat de film in twee delen zou verschijnen, waarbij hoofdstuk 1 op 28 juni 2024 en hoofdstuk 2 op 16 augustus 2024 in de Amerikaanse bioscoopzalen zal verschijnen.
Horizon: An American Saga - Chapter 1 ging op 19 mei 2024 in première op het Filmfestival van Cannes buiten competitie. De film kreeg overwegend negatieve kritieken van de filmcritici, met een score van 
45% op Rotten Tomatoes, gebaseerd op 103 beoordelingen.

### Kassaopbrengsten
Horizon: An American Saga - Chapter 1 werd op 28 juni 2024 in de Verenigde Staten en Canada uitgebracht naast A Quiet Place: Day One en zou tijdens het openingsweekend naar verwachting 10 à 15 miljoen Amerikaanse dollars opleveren in 3334 bioscopen. De film bracht uiteindelijk 11 miljoen dollar op en eindigde op de derde plaats achter Inside Out 2 en A Quiet Place: Day One. Op 2 juli 2024 had de film een brutowinst van 12,1 miljoen dollar in de Verenigde Staten en Canada en 260.056 dollar in andere gebieden, goed voor een wereldwijd totaal van 12,3 miljoen dollar.